# Kleingebiet Szentes
Das Kleingebiet Szentes (ungarisch Szentesi kistérség) war bis Ende 2012 eine ungarische Verwaltungseinheit (LAU 1) innerhalb des Komitats Csongrád in der Südlichen Großen Tiefebene. Im Zuge der Verwaltungsreform Anfang 2013 gingen alle acht Ortschaften in den Kreis Szentes (ungarisch Szentesi járás) über.
Ende 2012 lebten auf einer Fläche von 813,84 km² 41.249 Einwohner. Das Kleingebiet hatte die größte Ausdehnung im Komitat, die Bevölkerungsdichte betrug 51 Einwohner/km².
Der Verwaltungssitz befand sich in der einzigen Stadt, Szentes (28.456 Ew.). Nagymágocs (3.089 Ew.) und Szegvár (4.506 Ew.) waren Großgemeinden (ungarisch nagyközség).

## Ortschaften
Diese acht Ortschaften gehörten zum Kleingebiet Szentes
| Árpádhalom | Derekegyház | Eperjes | Fábiánsebestyén | Nagymágocs |
| Nagytőke   | Szegvár     | Szentes |                 |            |